# یژوویتس (استان اشوی‌داشکسیه)
یژوویتس (به لهستانی: Jeżowiec) یک منطقهٔ مسکونی در لهستان است که در گمینا کلوچوسکو واقع شده‌است.